# Clyde Drexler
Pour les articles homonymes, voir Drexler.
Clyde Austin Drexler dit The Glide (le Planeur), né le 22 juin 1962 à La Nouvelle-Orléans en Louisiane, est un joueur américain de basket-ball de la NBA. Il évolua au poste d'arrière-ailier (« swingman ») aux Trail Blazers de Portland puis aux Rockets de Houston.
Joueur aérien et élégant, il est réputé pour ses qualités de défenseur et passeur. Il est considéré comme l'un des meilleurs arrières de tous les temps. Il est sélectionné dix fois pour jouer le NBA All-Star Game.

## Biographie

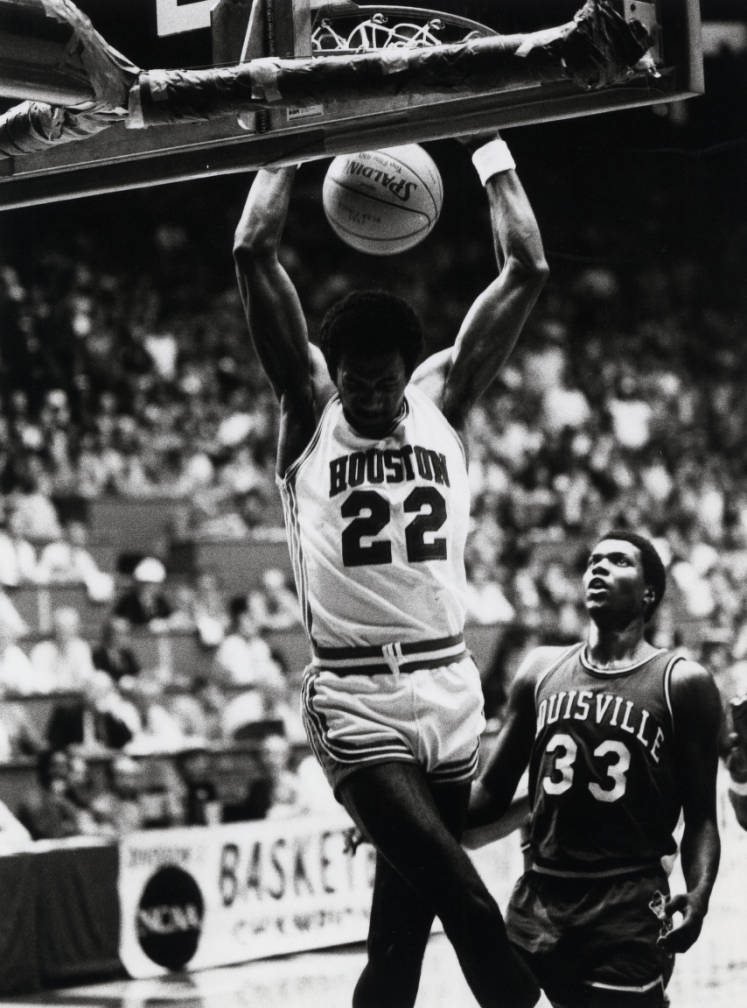
Clyde Drexler à l'université de Houston.

À l'université de Houston, il joue aux côtés d'Akeem « The Dream » Olajuwon (qui rajouta plus tard un « H » à son prénom). Ensemble ils participent à deux Final Four, en 1982 et 1983, dont une finale perdue face au Wolfpack de North Carolina State en 1983.
Avec Michael Young (champion d'Europe en 1993 avec le CSP Limoges), Larry Micheaux et Benny Anders, l'équipe des Cougars de Houston développe un jeu rapide et spectaculaire : elle est surnommée Phi Slamma Jamma (allusion aux noms des corporations universitaires américaines).

## 1983-1995: aux Trail Blazers de Portland
En 1983, il est sélectionné en 14e position de la Draft de la NBA et rejoint
les Trail Blazers de Portland. Son jeu rapide et complet est de grande qualité mais passe
un peu inaperçu à côté des prouesses de Michael Jordan drafté l'année suivante. Après une saison rookie assez discrète (7,7 points de moyenne), il monte en puissance dès la saison suivante (1984-1985) où il est le troisième meilleur marqueur du club avec 17,2 points par match. Portland est éliminé en demi-finale de conférence par les Lakers de Los Angeles.
Lors de sa troisième saison, Drexler deviendra All-Star, marquant 18,5 points et étant classé troisième aux interceptions (2,63 par match) et dixième aux passes décisives (8,0 par match). Son équipe est battue par Denver au premier tour des playoffs.
En 1986-1987, Drexler devient avec Magic Johnson et Larry Bird l'un des trois joueurs à marquer 20 points, prendre 6 rebonds et effectuer 6 passes décisives de moyenne. En playoffs, les Blazers sont éliminés au premier tour par les Rockets de Houston. Le 10 janvier 1986, contre les Bucks de Milwaukee, il frôle le quadruple-double en compilant 26 points, 9 rebonds, 10 passes et 11 interceptions.
En 1987-1988, il marque 27 points (plus 6,6 rebonds et 5,8 passes décisives), se classe cinquième au vote pour le titre de MVP, mais Portland quitte les playoffs dès le premier tour, face au Jazz de l'Utah.
La saison suivante, Clyde Drexler marque 27,2 points mais pour la quatrième saison consécutive Portland quitte les playoffs dès le premier tour, cette fois-ci éjecté en 3 rencontres par les Lakers.
En 1990, Drexler va prouver qu'il peut emmener ses Blazers jusqu'en finale NBA. Il marque 23,3 points de moyenne et est élu dans la All-NBA Third Team. En finale, Drexler marque 26,4 points et prend 7,8 rebonds par match mais les Blazers ne peuvent pas empêcher le doublé des Bad Boys de Detroit (défaite 4 à 1).
En 1991, les Blazers, meilleure équipe de la saison régulière, remportent 63 victoires pour 19 défaites, mais chutent en finale de conférence face aux Lakers (4 à 2).
La saison 1991-1992 sera une des meilleures de sa carrière. Il tourne à 25 points de moyenne et est élu au sein de la All-NBA First Team. Il termine deuxième à l'élection du MVP, derrière Michael Jordan. Les Blazers se qualifient pour les finales NBA mais perdent face aux Bulls de Chicago sur le score de 4 à 2. Durant l'été, Il participe à l'épopée légendaire de la Dream Team aux JO de Barcelone pour remporter la médaille d'or.
Gêné par des blessures, son niveau de jeu baissera légèrement au cours des deux saisons suivantes (19,9 puis 19,2 points de moyenne). À l'image de sa star, Portland stagne et ne passe pas le premier tour des playoffs en 1993 et en 1994 (élimination contre San Antonio puis Houston).
À la mi-saison 1994-1995, il oblige les dirigeants des Blazers à le transférer à Houston, contre Otis Thorpe. Drexler quitte Portland avec les records en termes de points marqués, matchs disputés, paniers inscrits, lancers francs inscrits, rebonds, interceptions et minutes jouées.

## 1995-1998: aux Rockets de Houston
À Houston, il retrouve Hakeem Olajuwon avec qui il a joué à l'université de Houston. Ensemble ils remportent le titre NBA. Lors de la finale face à la jeune équipe du Magic d'Orlando de Shaquille O'Neal et Penny Hardaway, il tourne à 21,5 points, 9,5 rebonds et 6,8 passes décisives par match. Au premier tour des playoffs, Olajuwon et Drexler sont devenus le troisième duo à marquer 40 points chacun au cours du même match face au Jazz de l'Utah.
Drexler marque 19,3 points de moyenne en 1995-1996 mais ne joue que 52 matchs en raison d'une blessure au genou. Le 24 novembre 1995, il devient le 24e joueur à atteindre la barre des 20 000 points marqués en carrière. Houston ne peut rien en demi-finale de conférence face aux futurs finalistes, les Supersonics de Seattle (4 à 0).
En 1996-1997, Drexler manque 19 matchs et l'arrivée de Charles Barkley en provenance des Suns de Phoenix fait chuter sa moyenne de points à 18,0, sa plus faible depuis 1984-85, Houston échoue en finale de conférence ouest contre le Jazz de l'Utah (4 à 2). Néanmoins, le 1er novembre 1996, contre Sacramento, il frôle pour la seconde fois le quadruple-double en inscrivant 25 points, 10 rebonds, 9 passes et 10 interceptions.
Il prend sa retraite en 1998, en terminant meilleur marqueur (18,4) et passeur (5,5) des Rockets, éliminés par l'Utah au premier tour (3 à 2). Il termine sa carrière en étant le seul, avec Oscar Robertson et John Havlicek, à compiler 20 000 points, 6 000 rebonds et 6 000 passes décisives.
Il devient alors entraîneur de son ancienne équipe d'université, les Cougars, de 1998 à 2000, avant de devenir assistant entraîneur aux Nuggets de Denver pendant la saison 2001-02. Il a été intronisé au Basketball Hall of Fame en 2004.

## Palmarès

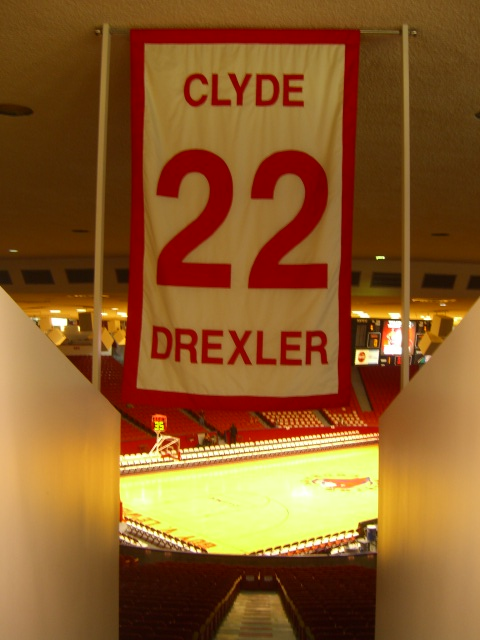
Le maillot numéro 22 de Drexler est l'un des quatre maillots retirés par l'université de Houston.

### Universitaire
- Finale NCAA contre le Wolfpack de North Carolina State en 1983 avec les Cougars de Houston.

### En sélection nationale
- Médaille d'or aux Jeux olympiques d'été de 1992.

### En franchise
- Champion NBA en 1995 avec les Rockets de Houston.
- Finales NBA contre les Pistons de Détroit en 1990 et contre les Bulls de Chicago en 1992 avec les Trail Blazers de Portland.
- Champion de la Conférence Ouest en 1990 et 1992 avec les Trail Blazers de Portland.
- Champion de la Conférence Ouest en 1995 avec les Rockets de Houston.
- Champion de la Division Pacifique en 1991 et 1992 avec les Trail Blazers de Portland.
- Vainqueur de l'Open McDonald's 1995 avec les Rockets de Houston.

### Distinctions personnelles
- All-NBA First Team en 1992.
- All-NBA Second Team en 1988 et 1991.
- All-NBA Third Team en 1990 et 1995.
- 10 sélections au NBA All-Star Game en 1986, 1988, 1989, 1990, 1991, 1992, 1993, 1994, 1996 et 1997.
- MVP de l'Open McDonald's 1995.
- Joueur du mois de la NBA lors du mois de novembre 1991.
- 5 participations aux Slam Dunk Contest en 1984, 1985, 1987, 1988 et 1989.
- Sélectionné parmi les Meilleurs joueurs du cinquantenaire de la NBA en 1996.
- Élu au Naismith Memorial Hall of Fame en 2004.
- Son maillot, le no 22 a été retiré par les Blazers et les Rockets, ainsi que par l'université de Houston.

## Statistiques
gras = ses meilleures performances

### Universitaires
Statistiques en université de Clyde Drexler
| Saison    | Équipe   | Matchs | Titul. | Min./m | % Tir | % 3pts | % LF | Rbds/m. | Pass/m. | Int/m. | Ctr/m. | Pts/m. |
| --------- | -------- | ------ | ------ | ------ | ----- | ------ | ---- | ------- | ------- | ------ | ------ | ------ |
| 1980-1981 | Houston  | 30     | 30     | 33,1   | 50,5  | —      | 58,8 | 10,5    | 2,6     | 1,9    | 0,9    | 11,9   |
| 1981-1982 | Houston  | 32     | 31     | 33,7   | 56,9  | —      | 60,8 | 10,5    | 3,0     | 3,0    | 1,1    | 15,2   |
| 1982-1983 | Houston  | 34     | —      | 34,9   | 53,6  | —      | 73,7 | 8,8     | 3,8     | 3,3    | 0,5    | 15,9   |
| Carrière  | Carrière | 96     | 61     | 33,9   | 53,8  | —      | 64,3 | 9,9     | 3,2     | 2,8    | 0,9    | 14,4   |

### Professionnelles

#### Saison régulière
Légende :
| Champion NBA | Meilleur joueur de cette catégorie statistique de la saison |

gras = ses meilleures performances
Statistiques en saison régulière de Clyde Drexler
| Saison        | Équipe        | Matchs | Titul. | Min./m | % Tir | % 3pts | % LF  | Rbds/m. | Pass/m. | Int/m. | Ctr/m. | Pts/m. |
| ------------- | ------------- | ------ | ------ | ------ | ----- | ------ | ----- | ------- | ------- | ------ | ------ | ------ |
| 1983-1984     | Portland      | 82     | 3      | 17,2   | 45,1  | 25,0   | 72,8  | 2,9     | 1,9     | 1,3    | 0,4    | 7,7    |
| 1984-1985     | Portland      | 80     | 43     | 31,9   | 49,4  | 21,6   | 75,9  | 6,0     | 5,5     | 2,2    | 0,9    | 17,2   |
| 1985-1986     | Portland      | 75     | 58     | 34,3   | 47,5  | 20,0   | 76,9  | 5,6     | 8,0     | 2,6    | 0,6    | 18,5   |
| 1986-1987     | Portland      | 82     | 82     | 38,0   | 50,2  | 23,4   | 76,0  | 6,3     | 6,9     | 2,5    | 0,9    | 21,7   |
| 1987-1988     | Portland      | 81     | 80     | 37,8   | 50,6  | 21,2   | 81,1  | 6,6     | 5,8     | 2,5    | 0,6    | 27,0   |
| 1988-1989     | Portland      | 78     | 78     | 39,3   | 49,6  | 26,0   | 79,9  | 7,9     | 5,8     | 2,7    | 0,7    | 27,2   |
| 1989-1990     | Portland      | 73     | 73     | 36,8   | 49,4  | 28,3   | 77,4  | 6,9     | 5,9     | 2,0    | 0,7    | 23,3   |
| 1990-1991     | Portland      | 82     | 82     | 34,8   | 48,2  | 31,9   | 79,4  | 6,7     | 6,0     | 1,8    | 0,7    | 21,5   |
| 1991-1992     | Portland      | 76     | 76     | 36,2   | 47,0  | 33,7   | 79,4  | 6,6     | 6,7     | 1,8    | 0,9    | 25,0   |
| 1992-1993     | Portland      | 49     | 49     | 34,1   | 42,9  | 23,3   | 83,9  | 6,3     | 5,7     | 1,9    | 0,8    | 19,9   |
| 1993-1994     | Portland      | 68     | 68     | 34,3   | 42,8  | 32,4   | 77,7  | 6,5     | 4,9     | 1,4    | 0,5    | 19,2   |
| 1994-1995     | Portland      | 41     | 41     | 34,8   | 42,8  | 36,3   | 83,5  | 5,7     | 5,1     | 1,8    | 0,5    | 22,0   |
| 1994-1995     | Houston       | 35     | 34     | 37,1   | 50,6  | 35,7   | 80,9  | 7,0     | 4,4     | 1,8    | 0,7    | 21,4   |
| 1995-1996     | Houston       | 52     | 51     | 38,4   | 43,3  | 33,2   | 78,4  | 7,2     | 5,8     | 2,0    | 0,5    | 19,3   |
| 1996-1997     | Houston       | 62     | 62     | 36,6   | 44,2  | 35,5   | 75,0  | 6,0     | 5,7     | 1,9    | 0,6    | 18,0   |
| 1997-1998     | Houston       | 70     | 70     | 35,3   | 42,7  | 31,7   | 80,1  | 4,9     | 5,5     | 1,8    | 0,6    | 18,4   |
| Carrière      | Carrière      | 1086   | 950    | 34,6   | 47,2  | 31,8   | 78,8  | 6,1     | 5,6     | 2,0    | 0,7    | 20,4   |
| All-Star Game | All-Star Game | 9      | 4      | 18,4   | 50,6  | 28,6   | 100,0 | 4,9     | 2,6     | 1,3    | 0,7    | 10,7   |

#### Playoffs
Statistiques en playoffs de Clyde Drexler
| Saison   | Équipe   | Matchs | Titul. | Min./m | % Tir | % 3pts | % LF | Rbds/m. | Pass/m. | Int/m. | Ctr/m. | Pts/m. |
| -------- | -------- | ------ | ------ | ------ | ----- | ------ | ---- | ------- | ------- | ------ | ------ | ------ |
| 1984     | Portland | 5      | —      | 17,0   | 42,9  | 0,0    | 85,7 | 3,4     | 1,6     | 1,0    | 0,2    | 7,2    |
| 1985     | Portland | 9      | 9      | 37,7   | 41,0  | 28,6   | 84,4 | 6,1     | 9,2     | 2,6    | 1,0    | 16,7   |
| 1986     | Portland | 4      | 4      | 36,3   | 45,6  | 40,0   | 78,3 | 6,3     | 6,5     | 1,5    | 0,8    | 18,0   |
| 1987     | Portland | 4      | 4      | 38,3   | 45,6  | 25,0   | 79,3 | 7,5     | 3,8     | 1,8    | 0,8    | 24,0   |
| 1988     | Portland | 4      | 4      | 42,5   | 38,6  | 50,0   | 72,4 | 7,0     | 5,3     | 3,0    | 0,5    | 22,0   |
| 1989     | Portland | 3      | 3      | 42,7   | 49,3  | 0,0    | 76,5 | 6,7     | 8,3     | 2,0    | 0,7    | 27,7   |
| 1990     | Portland | 21     | 21     | 40,6   | 44,1  | 22,0   | 77,4 | 7,2     | 7,1     | 2,5    | 0,9    | 21,4   |
| 1991     | Portland | 16     | 16     | 39,6   | 47,6  | 26,8   | 77,6 | 8,1     | 8,1     | 2,1    | 1,0    | 21,7   |
| 1992     | Portland | 21     | 21     | 40,3   | 46,6  | 23,5   | 80,7 | 7,4     | 7,0     | 1,5    | 1,0    | 26,3   |
| 1993     | Portland | 3      | 3      | 38,7   | 41,9  | 41,7   | 80,0 | 6,3     | 4,7     | 1,7    | 1,0    | 19,0   |
| 1994     | Portland | 4      | 4      | 39,3   | 42,5  | 23,1   | 82,6 | 10,3    | 5,5     | 2,0    | 0,5    | 21,0   |
| 1995     | Houston  | 22     | 22     | 38,6   | 48,1  | 30,3   | 78,6 | 7,0     | 5,0     | 1,5    | 0,7    | 20,5   |
| 1996     | Houston  | 8      | 8      | 36,5   | 41,5  | 26,5   | 76,5 | 7,8     | 5,0     | 2,6    | 0,5    | 16,6   |
| 1997     | Houston  | 16     | 16     | 38,9   | 43,6  | 37,3   | 77,8 | 5,6     | 4,8     | 1,6    | 0,4    | 18,1   |
| 1998     | Houston  | 5      | 5      | 36,4   | 30,9  | 19,2   | 75,7 | 5,4     | 4,6     | 1,6    | 0,6    | 15,0   |
| Carrière | Carrière | 145    | 140    | 38,4   | 44,7  | 28,8   | 78,7 | 6,9     | 6,1     | 1,9    | 0,7    | 20,4   |

## Records sur une rencontre en NBA
Les records personnels de Clyde Drexler en NBA sont les suivants :
| Record de la franchise |

| Type de statistique        | Saison régulière | Saison régulière          | Saison régulière | Playoffs | Playoffs                  | Playoffs      |
| Type de statistique        | Record           | Adversaire                | Date             | Record   | Adversaire                | Date          |
| -------------------------- | ---------------- | ------------------------- | ---------------- | -------- | ------------------------- | ------------- |
| Points                     | 50               | Kings de Sacramento       | 6 janvier 1989   | 42       | @ Lakers de Los Angeles   | 29 avril 1992 |
| Paniers marqués            | 20               | Knicks de New York        | 22 janvier 1989  | 15       | @ Suns de Phoenix         | 9 mai 1992    |
| Paniers tentés             | 33               | @ Bulls de Chicago        | 26 février 1988  | 30       | @ Suns de Phoenix         | 9 mai 1992    |
| Paniers à 3 points réussis | 6                | 2 fois                    | 2 fois           | 5        | 3 fois                    | 3 fois        |
| Paniers à 3 points tentés  | 12               | Bucks de Milwaukee        | 4 décembre 1994  | 11       | Timberwolves du Minnesota | 26 avril 1997 |
| Lancers francs réussis     | 15               | 2 fois                    | 2 fois           | 13       | Jazz de l'Utah            | 5 mai 1995    |
| Lancers francs tentés      | 19               | @ SuperSonics de Seattle  | 15 janvier 1995  | 15       | @ Suns de Phoenix         | 31 mai 1990   |
| Rebonds offensifs          | 10               | @ Mavericks de Dallas     | 25 mars 1988     | 8        | Rockets de Houston        | 24 avril 1987 |
| Rebonds défensifs          | 13               | 2 fois                    | 2 fois           | 11       | 2 fois                    | 2 fois        |
| Rebonds totaux             | 18               | @ Clippers de Los Angeles | 30 mars 1995     | 15       | 2 fois                    | 2 fois        |
| Passes décisives           | 16               | @ Kings de Sacramento     | 25 janvier 1986  | 15       | Jazz de l'Utah            | 9 mai 1991    |
| Interceptions              | 10               | 2 fois                    | 2 fois           | 6        | 3 fois                    | 3 fois        |
| Contres                    | 5                | 2 fois                    | 2 fois           | 4        | Jazz de l'Utah            | 9 mai 1991    |
| Balles perdues             | 10               | 2 fois                    | 2 fois           | 8        | 2 fois                    | 2 fois        |
| Minutes jouées             | 55               | @ Mavericks de Dallas     | 29 décembre 1989 | 51       | @ Suns de Phoenix         | 11 mai 1992   |

## Apparitions télévisées
Drexler a fait des apparitions dans les séries télévisées Mariés, deux enfants et The Sentinel, et joua son propre rôle dans le film Like Mike 2.
En 2006, Drexler participa à la première saison de l'émission de Spike TV "Pros vs. Joes", qui oppose trois concurrents amateurs à cinq athlètes professionnels.
Il a également participé à la 4e saison de Dancing with the Stars avec comme partenaire Elena Grinenko.

## Pour approfondir